# Organikum

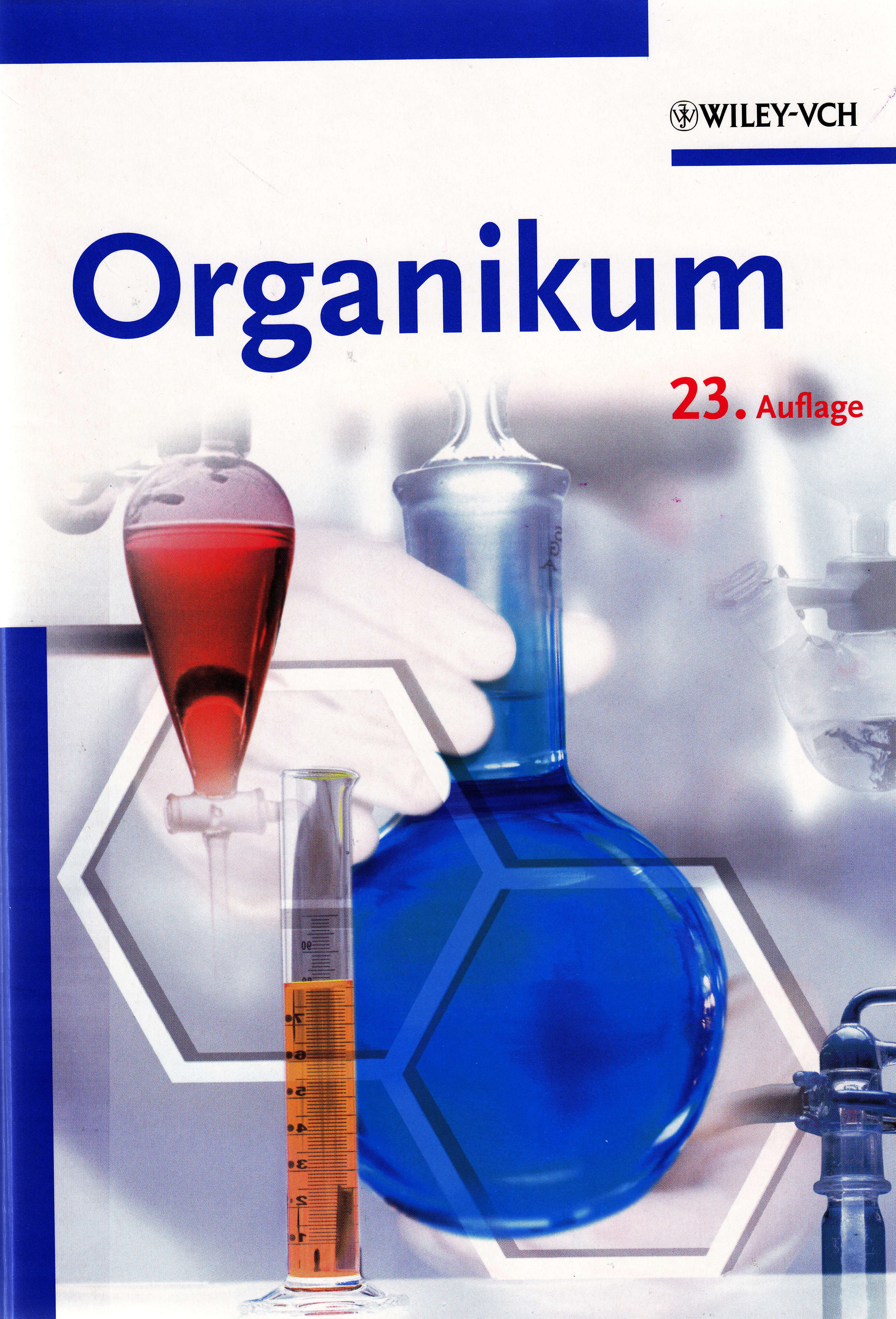
Organikum (Umschlag), 23. Auflage (2009)

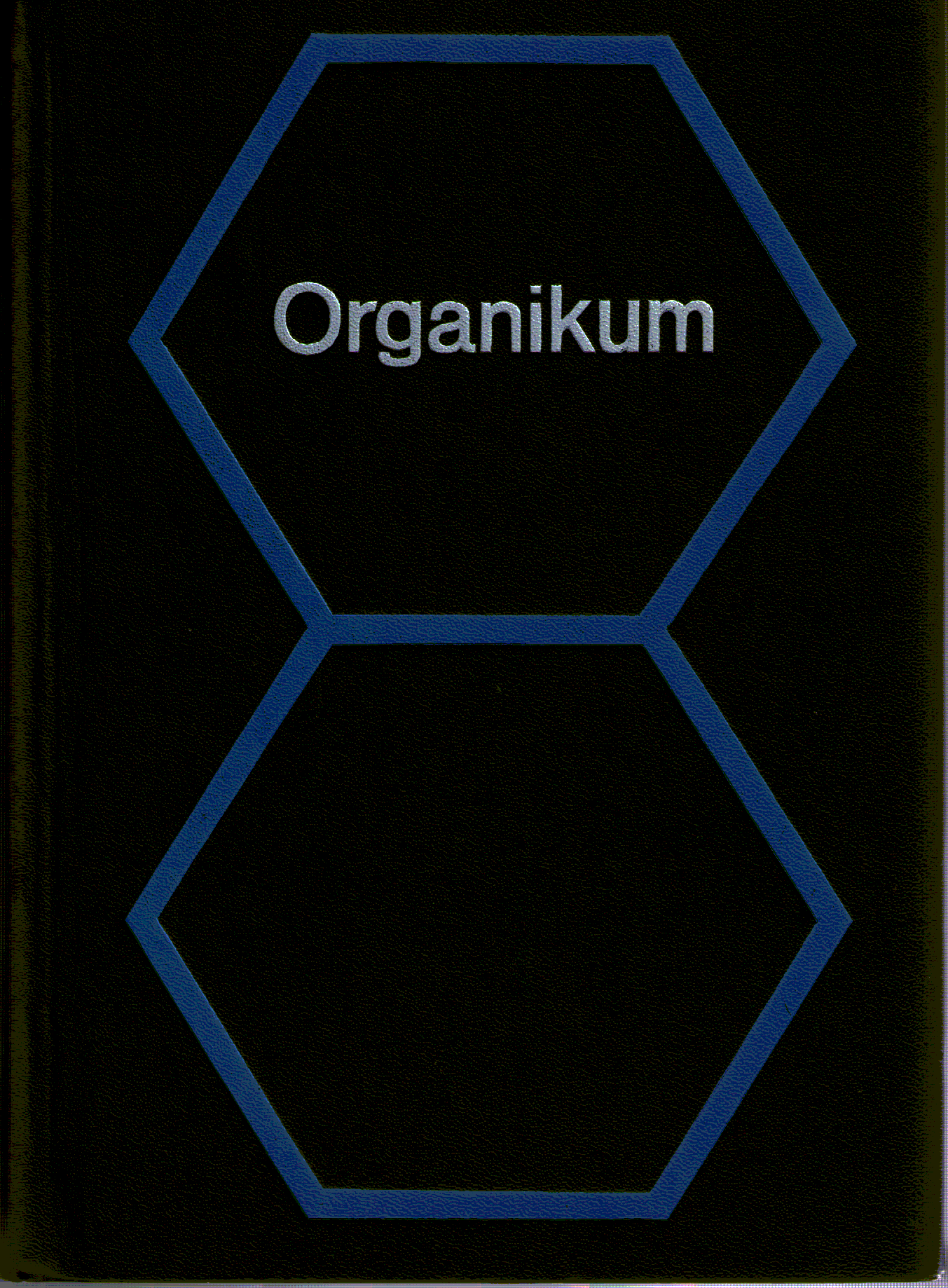
Organikum (Umschlag), 16. Auflage (1986)

Das Organikum ist ein Praktikumsbuch der organischen Chemie, in dem für eine Vielzahl von Reaktionen und Substanzklassen Vorschriften gesammelt wurden und allgemeine Labortätigkeiten beschrieben werden. Dem vorangestellt ist ein Kapitel, in dem die Grundlagen des praktischen Arbeitens in einem Labor der organischen Chemie umfangreich beschrieben werden. In Anhängen werden spezielle Themen wie die Reinigung und Analyse von organischen Substanzen behandelt. Ursprünglich in der DDR auf Anregung von Friedrich Asinger von einem Autorenkollektiv herausgegeben, war es auch schon in der Vorwendezeit in der Bundesrepublik ein Standardwerk der praktischen Ausbildung der Organischen Chemie. Die erste Auflage erschien im Dezember 1962. Das Buch erschien im VEB Deutscher Verlag der Wissenschaften, ab 1990 erschien es bei J. A. Barth/Hüthig in Heidelberg, ab 1996 bei Wiley-VCH, so die aktuelle 24. Auflage 2015. Die Gesamtauflage des Organikums in elf Sprachen liegt bei 400.000 Exemplaren.

## Geschichte
Die erste Auflage entstand ab 1959 am Institut für Organische Chemie der TU Dresden unter Leitung von Heinz G. O. Becker, von dem das Konzept stammt und der bis Ende der 1990er Jahre beteiligt war, und Klaus Schwetlick. Beteiligt waren auch seit 1959 Werner Berger und Egon Fanghänel, der seit 2001 Sekretär des Autorenkollektivs war. Weiterhin waren auch  Wolf-Dieter Habicher, Rainer Beckert, Günter Domschke, Peter Metz, Hans-Joachim Knölker, Jürgen Faust, Mechthild Fischer, Fritjof Gentz, Karl Gewald, Reiner Gluch, Roland Mayer, Klaus Müller, Dietrich Pavel, Hermann Schmidt, Karl Schollberg, Erika Seiler und Günter Zeppenfeld beteiligt.
Nach dem Vorbild des Organikum gab es im Deutschen Verlag der Wissenschaften auch ein Lehrbuch Anorganikum (Lothar Kolditz u. a., ab 1967).

## Aufteilung
Das Buch ist folgendermaßen gegliedert:
- Einführung in die Laboratoriumstechnik:

Dieser Abschnitt behandelt Allgemeines über die Durchführung von chemischen Versuchen in der organischen Chemie. Dazu zählen die wichtigsten Reaktionsgefäße und Hinweise zu wichtigen grundlegenden Techniken, wie Destillation und Chromatographie. Auch Techniken zur Bestimmung von physikalischen Eigenschaften chemischer Verbindungen werden erklärt.
- Organisch-chemische Literatur und Protokollführung:

Über wichtige Literatur und die richtige Recherche und Protokollführung in der organischen Chemie.
- allgemeine Grundlagen:

Darin werden einige wichtige Grundlagen organischer Reaktionen und Moleküle (z. B. Stereoisomerie) behandelt.
- organisch-präparativer Teil:
Dies ist der Hauptteil des Buches. Darin werden die wichtigsten Reaktionen der organischen Chemie nacheinander behandelt. Zu jeder Reaktion werden Beispielreaktionen angegeben, nach denen im Praktikum Präparate aus einfachen Vorläufersubstanzen hergestellt werden können. Die Reaktionen werden aufgeteilt in:
  - Radikalische Substitutionen
  - Nukleophile Substitutionen an gesättigten Kohlenstoffatomen
  - Eliminierungen
  - Additionen an Mehrfachbindungen
  - Substitutionen an aromatischen Molekülen
  - Oxidationen und Dehydrierungen
  - Reaktionen von Carbonylverbindungen
  - Reaktionen von heteroanalogen Carbonylverbindungen (Imine, Oxime etc.)
  - Umlagerungen
- Identifizierung von organischen Molekülen: Dieser Teil beschreibt Möglichkeiten zur Identifizierung von organischen Molekülen und funktionelle Gruppen
- Anhänge über Eigenschaften von wichtigen und besonders gefährlichen Substanzen, die in der organischen Synthese verwendet werden.

## Kritik
Weil für die besprochenen Reaktionen meist viele Beispiele angegeben werden, sind die Reaktionsbedingungen nicht für spezielle Substanzen optimiert, wie es etwa bei Organic Syntheses oder Organic Reactions gegeben ist. Dadurch sind die Ausbeuten meist niedriger oder es entstehen mehr Nebenprodukte als bei diesen speziellen Vorschriften.

## Ausgaben
- Klaus Schwetlick u. a.: Organikum. 23. Auflage. Wiley-VCH, Weinheim 2009, ISBN 978-3-527-32292-3.
- Klaus Schwetlick u. a.: Organikum. 24. Auflage. Wiley-VCH, Weinheim 2015, ISBN 978-3-527-33968-6.